# FS E.656
Die Baureihe E.656/E.655 ist eine sechsachsige italienische Elektrolokomotiv-Baureihe mit dem Spitznamen Caimano (deutsch: Kaiman).

## Technische Merkmale
Die Baureihe E.656 stellt die letzte in Italien gebaute Elektrolok-Baureihe dar, bei der die Traktionsleistung mit einem elektromechanischen Stufenschalter geregelt wird. Die Fahrstufen müssen jedoch beim Anfahren nicht einzeln vom Lokführer eingestellt werden, sondern lassen sich über eine Anfahrautomatik ansteuern.
Die Lokomotive ist mit 12 Motoren ausgestattet, die in vier verschiedenen Kombinationen gruppenweise parallel bzw. in Reihe geschaltet werden können. Dadurch können die Motoren mit Spannungen von 250 V, 500 V, 750 V und 1000 V belegt werden. Eine feingliedrige Unterteilung der Fahrstufen wird zusätzlich durch fünfstufige Feldschwächung erreicht. Vorwiderstände werden wegen der hohen Verluste und Wärmeentwicklung nur kurzzeitig beim Anfahren zugeschaltet.

## Unterserien
Die Lokomotiven der Baureihe E.656 wurden in sechs sich nur geringfügig voneinander unterscheidenden Baulosen beschafft. Die frühen Serien erhielten für den Hilfsantrieb einen Umformer mit 180 kVA Leistung, später wurden zwei Umformer mit je 120 kVA Leistung eingebaut. Die letzte Bauserie (E.656.551–608) ist mit Vielfach- und Wendezugsteuerung für den Einsatz im Regionalverkehr ausgestattet. Die Baureihe für E.656 war ursprünglich für eine Höchstgeschwindigkeit von 160 km/h ausgelegt worden, die Fahreigenschaften stellten sich aber als unzureichend heraus, was eine Beschränkung auf 150 km/h zur Folge hatte. Erst die Maschinen der sechsten Bauserie, die mit Schlingerdämpfern ausgestattet waren, wurden für kurze Zeit und beschränkt auf die Direttissima Rom–Florenz für 160 km/h zugelassen.
Die einzelnen Serien:

1. E.656.001–104
2. E.656.201–251
3. E.656.252–307
4. E.656.159–200
5. E.656.401–550
6. E.656.551–608

## Einsatz
Die Baureihe E.656 wird im Reise- und Güterzugverkehr eingesetzt. Sie bildete über lange Jahre das Rückgrat der italienischen Schnellzugtraktion. So wurde in den 1980er Jahren auch etwa der TEE Mediolanum auf italienischer Seite mit einer E.656 bespannt.
Künftig soll beinahe die gesamte Baureihe schrittweise zum Güterverkehr umstationiert werden. Dazu wird die Getriebeübersetzung zu Gunsten der Zugkraft geändert. Die modifizierten Maschinen haben eine Höchstgeschwindigkeit von 120 km/h und werden in E.655 umgezeichnet.
Nur die sechste Bauserie (mit Wendezugsteuerung) verblieb noch beim Regionalverkehr – Haupteinsatzgebiete waren Ligurien und der italienische Nordwesten. Mitte 2017 hat sich der Bestand an E.655/E.656 auf etwa 60 Maschinen verringert, die alle dem Bereich Güterverkehr zugeordnet sind.
Anfang 2019 waren 22 Lokomotiven auf Sizilien vor Nacht- und Intercity-Zügen im Einsatz, auf dem Festland noch etwa 20 Lokomotiven vor Güterzügen.